# Prosphore

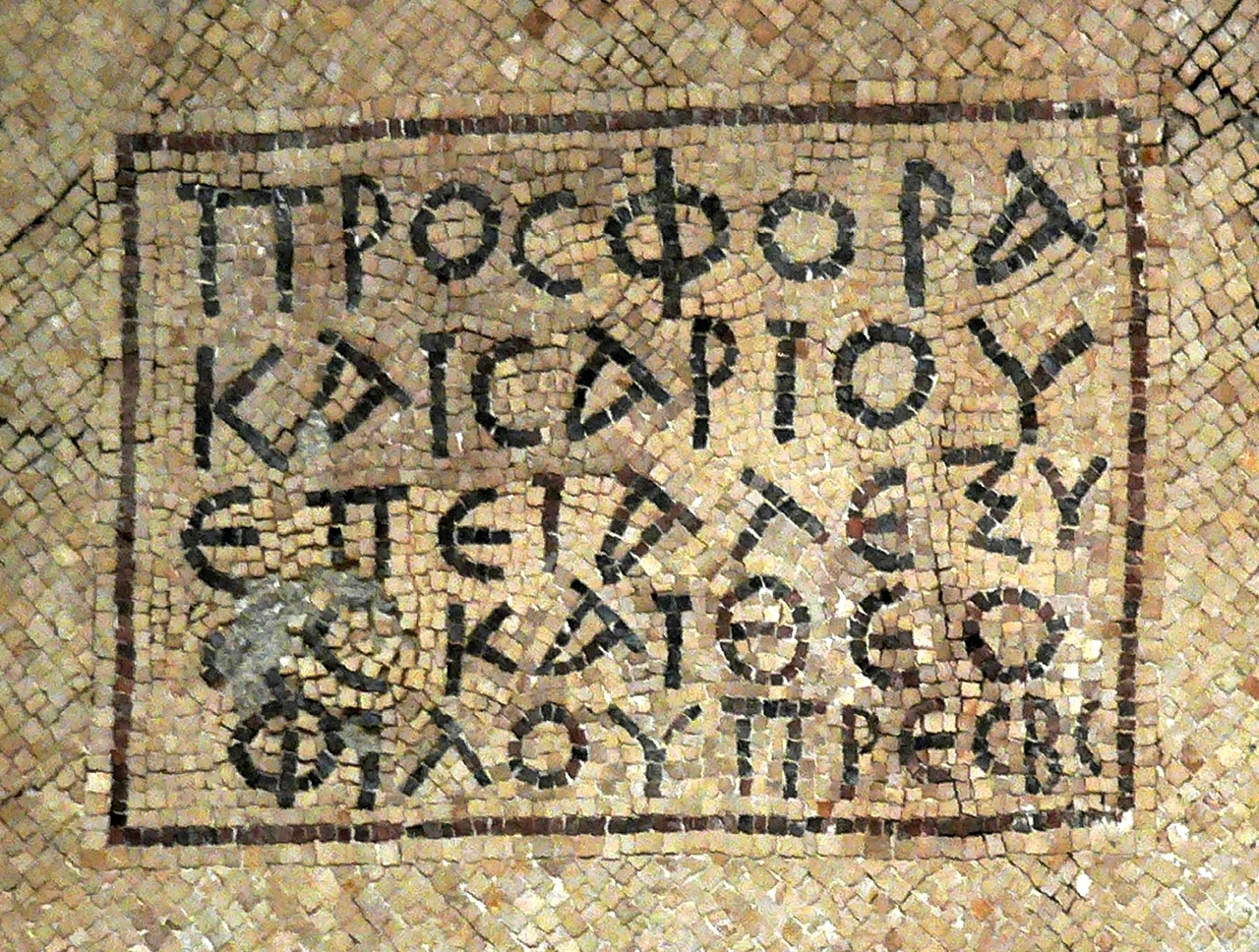
Inscription du monastère du Mont Nébo en Jordanie : προσφορα καισαριου επει αλεξυ(ο)ς και θεοφιλου πρεσβ(υτερο)ς : « Offrande de César au temps d'Alexis et Théophile, prêtres. »

La prosphore (grec ancien : πρόσφορον, « pain bénit », dérivé du verbe προσφέρω, « offrir ») désigne initialement toute offrande faite à un temple.
Dans les Églises d'Orient — Églises orthodoxes et Églises catholiques de rite byzantin —, la prosphore désigne spécifiquement le pain levé utilisé pour la consécration eucharistique lors de la Divine Liturgie.

## Description

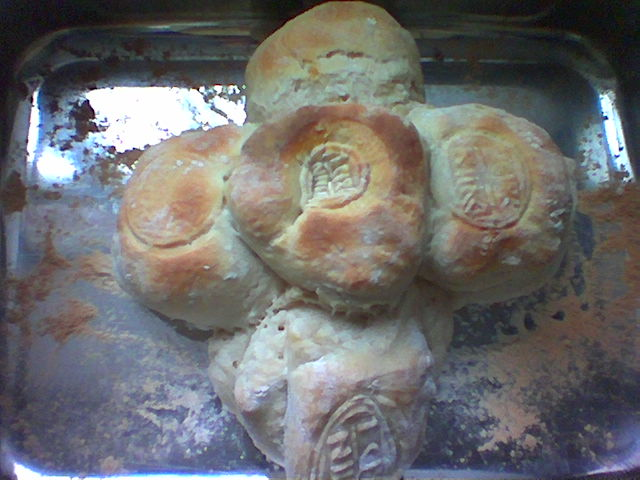
Petites prosphores utilisées dans le rite slave.

La prosphore est le pain utilisé pour la communion eucharistique dans les Églises d'Orient. Elle est composée exclusivement de farine blanche, de levain, de sel et d'eau.
Il en existe de deux tailles : une grande (de diamètre environ 13 cm) utilisée dans la tradition grecque et une petite (de diamètre environ 4 cm) dans la tradition slave. Selon les traditions, le prêtre utilise une grande prosphore (en Grèce) ou deux (au mont Athos), ou même cinq petites (en Russie, Bulgarie, et Serbie).
Les prosphores sont toujours constituées de deux parties superposées et cuites ensemble comme un seul pain. Ces deux parties représentent les deux natures (humaine et divine) du Christ. La partie supérieure porte une empreinte faite avec un sceau avant cuisson.

## Le sceau à prosphore

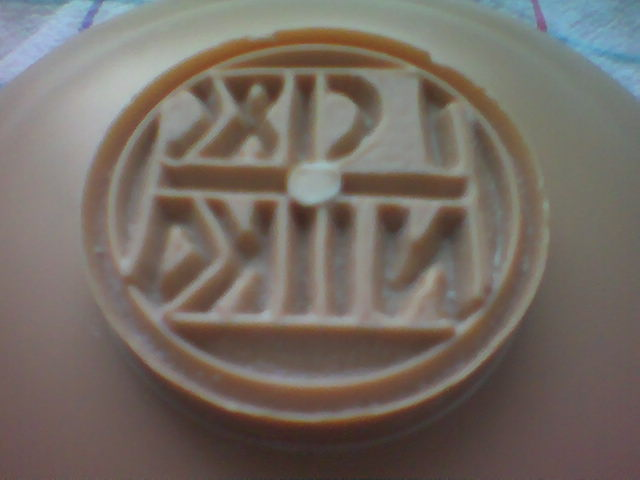
Sceau pour les petites prosphores.

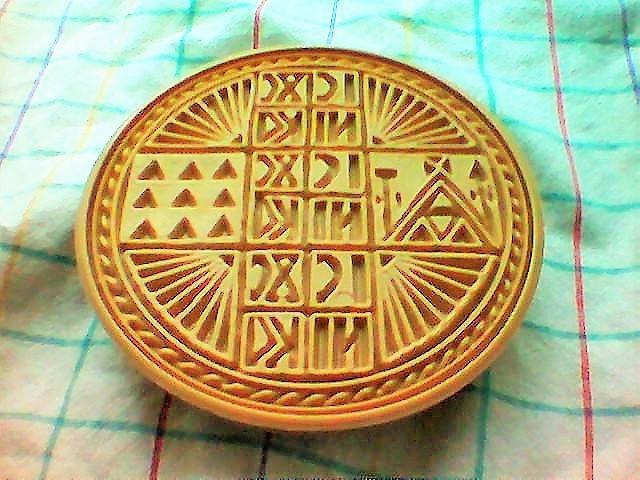
Sceau à prosphore de type grec.

Les empreintes sur les prosphores sont réalisées avec des sceaux en bois dont l'inscription est gravée à l'envers.
Sur les petites prosphores, l'empreinte est en forme de croix avec l'inscription grecque « IC XC / NIKA » (« Jésus Christ / Victorieux »). Sur les grandes, le sceau, plus complexe, contient cette inscription au centre de quatre autres qui servent au cours de la préparation eucharistique.

## Divine Liturgie

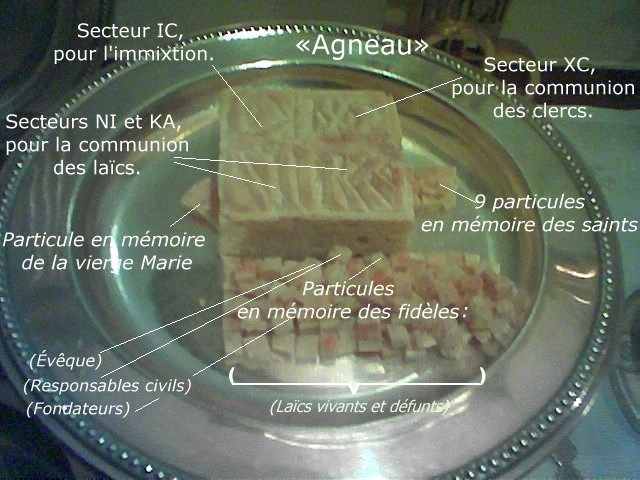
Répartition des marques de la prosphore sur la patène dans le rite byzantin.

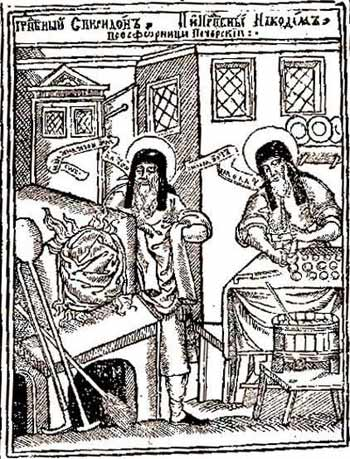
Confection des prosphores par saint Spyridon et saint Nicodème.

La première partie de la Divine Liturgie est connue sous le nom de Préparation, Proscomidie (grec ancien : προσκομιδή, « offertoire »), ou Prothèse.
Le prêtre découpe un cube comprenant l'inscription « IC XC NIKA » au centre de la prosphore, appelé l'Agneau (grec ancien : Ὅ αμνός, amnos) et le pose sur la patène. C'est cette partie qui, consacrée, est reçue comme « corps du Christ » par le clergé et les croyants lors de la Communion. Puis le célébrant prélève autour de la partie prélevée sur la grande prosphore (tradition grecque) ou sur les petites prosphores (tradition slave) des parcelles plus petites en l’honneur de la Vierge, des Martyrs et des Saints, ainsi que pour les vivants et les morts que les paroissiens souhaitent porter dans la prière. Les fidèles laïcs peuvent également apporter de petites prosphores avec la liste des personnes qu'ils veulent commémorer lors de la liturgie. Le prêtre retire de chacune de ces prosphores une petite parcelle triangulaire tandis qu'il prie pour chacune des personnes choisies.
L’Agneau et les autres parcelles sont ensuite placés dans le calice avec le vin mêlé d'eau.
Le reste de la prosphore est distribué après la fin de la liturgie comme pain bénit : c'est l' antidoron (grec ancien : αντίδωρον).

## Panaghia
Dans le rite slave, la prosphore de laquelle est prélevée la parcelle pour Théotokos est appelée panaghia (ἄρτος τῆς Παναγίας). L'empreinte sur cette prosphore représente parfois une icône de Théotokos.
Avant de la découper, le prêtre marque dessus trois fois la Croix et dit : « En l'honneur et en la commémoration de Notre-Dame Toute-Sainte, Mère de Dieu et toujours Vierge Marie ; accepte son intercession, ô Seigneur, et ce sacrifice sur ton autel céleste. » Puis il tranche une grande parcelle triangulaire et la place près de l'Agneau, disant : « À ta droite se tient la Reine revêtue de vêtements multicolores et d'une robe d'or. »
Dans les monastères, après la Divine Liturgie, le moine responsable du réfectoire coupe un morceau triangulaire de la prosphore. Cette panaghia est ensuite coupée en deux et déposée sur une patène. Après le repas, le moine responsable dit : « Bénissez, pères, et pardonnez-moi » ; l'assemblée des frères répond : « Que Dieu te pardonne et aie pitié de toi. » Puis prenant la panaghia du bout des doigts et l'élevant, il dit : « Grand est le nom… » la communauté répond : « … de la Sainte Trinité. » Il continue : « Toute sainte Mère de Dieu, aide-nous », l'assemblée répond : « Par ses prières, ô Dieu, aie pitié de nous et sauve-nous. » Pendant le chant des deux hymnes qui suivent, le moine chargé du réfectoire accompagné d'un clerc présente la panaghia aux participants qui en prennent chacun une parcelle et la consomment.

## Artoclase
Selon les rites, des tranches de pain sont distribuées aux fidèles en dehors de la liturgie divine. Celles-ci sont souvent appelées artos (« pain ») et sont généralement décorées avec une croix simple ou une icône du saint patron de l'église ou du monastère. Il y a généralement cinq tranches qui sont bénies au cours d'un service appelé en grec ancien : αρτοκλασία, artoclase (« fraction du pain »). Ces tranches bénites sont distribuées aux fidèles avec du blé, du vin et de l'huile au cours des Vigiles nocturnes.